# Adriano Fiorentino

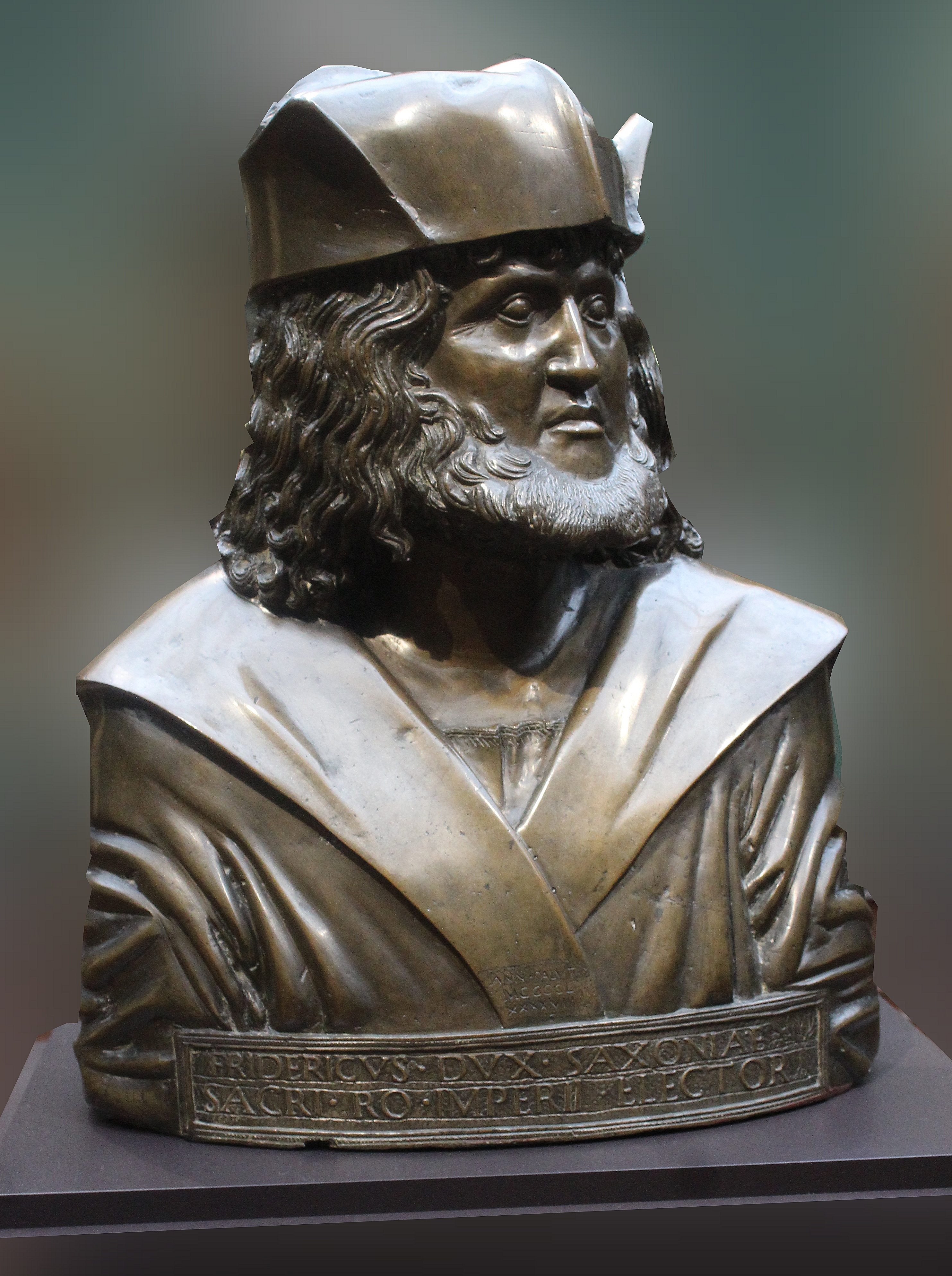
Friedrich der Weise (1498)

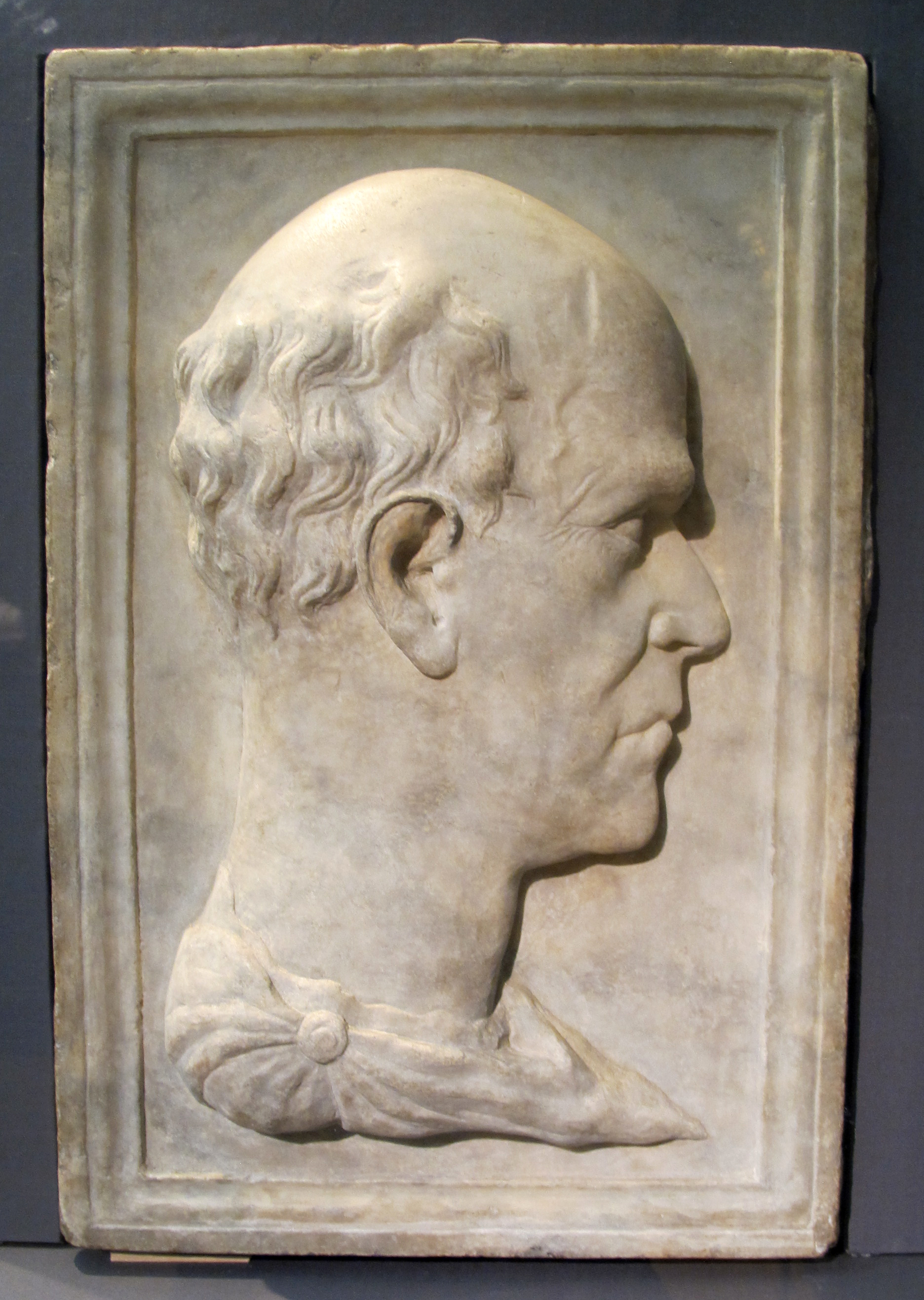
Marmorrelief von Giovanni Gioviano Pontano (um 1490)

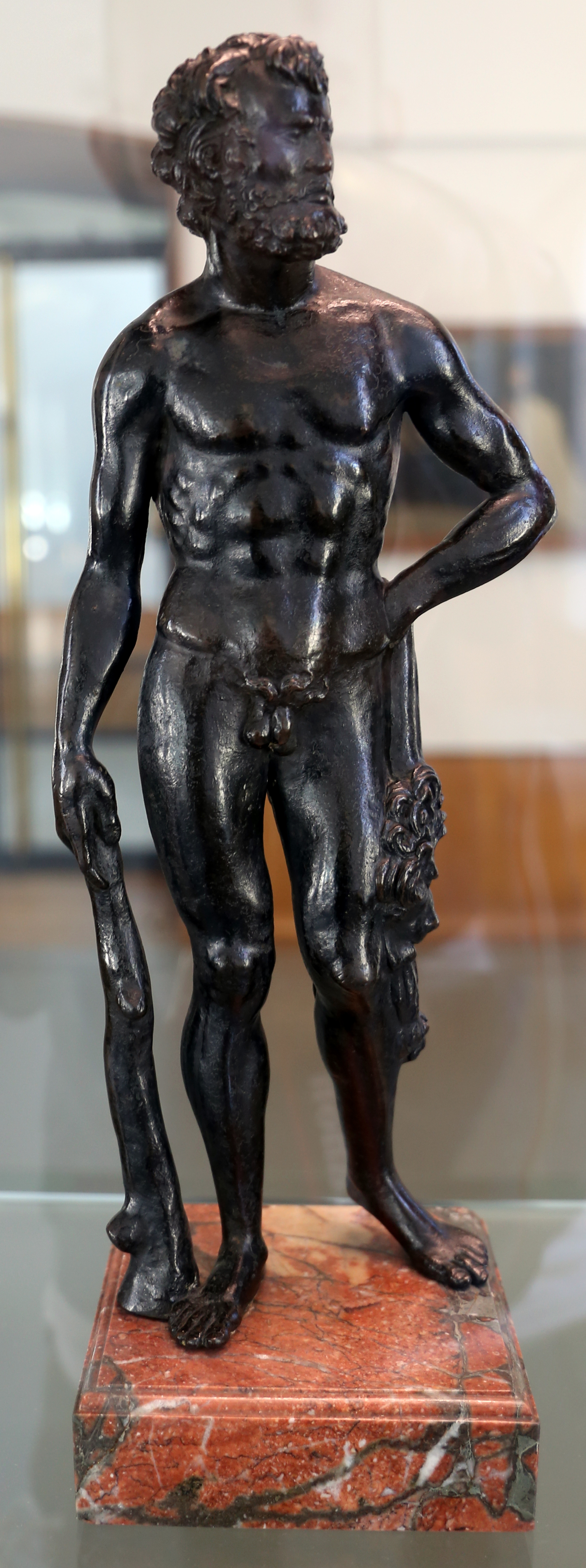
Herkules (um 1490)

Adriano Fiorentino, auch Adriano di Giovanni de Maestri, (* um 1450 in Florenz; † 12. Juni 1499 ebendort) war ein italienischer Bildhauer, Medailleur und Metallgießer.
Er lernte bei Bertoldo di Giovanni. Eine Zusammenarbeit Adrianos mit dem Meister ist inschriftlich an der Gruppe Bellerophon zähmt den Pegasus (Wien, Kunsthistorisches Museum, Inv. Nr. 5596) belegt: EXPRESSIT ME BERThOLDVS * CONFLAVIT HADRIANVS. Auch stellte Adriano Kanonen für Gentile Virginio Orsini her. 1495 zog er nach Urbino, bevor er Aufträge im Heiligen Römischen Reich annahm. Die Bronzebüste Friedrichs des Weisen, die er dort 1498 fertigte, trägt mehrere Inschriften:
FRIDERICVS. DVX. SAXONIAE SACRI. RO. IMPERII. ELECTOR (Vorderseite)
ANN. SALVT. MCCCCLXXXXVIII (vorne am Kragen)
HADRIANVS FLORENTINVS ME FACIEBAT (Rückseite)
Kurz vor seinem Tod kehrte er in seine Heimatstadt nach Italien zurück.

## Werke und Zuschreibungen (Auswahl)
- Satyr (vor 1486; Wien, Kunsthistorisches Museum, Kunstkammer, Inv. Nr. 5851)[1]
- Venus (um 1486–1494; Philadelphia, Museum of Art, Inv. Nr. 1930-1-17)[2]
- Giovanni Gioviano Pontano (um 1490, Marmorrelief; New York, Metropolitan Museum of Art, Inv. Nr. 1991.21)[3]
- Herkules (um 1490, Bronze; Rotterdam, Museum Boijmans Van Beuningen, Inv. Nr. BEK L 1)[4]
- Giovanni Gioviano Pontano (um 1490–1494, Bronze; Genua, Museo di Sant’Agostino, Inv. Nr. MSA 3683)[5]
- Büste Friedrichs des Weisen (1498, Bronze; Dresden, Staatliche Kunstsammlungen, Skulpturensammlung, Inv. Nr. H4 1/1)[6][7]
- Vanitas-Allegorie (Marmor; Berlin, Skulpturensammlung und Museum für Byzantinische Kunst, Inv. Nr. 8/68)[8]